# Zucaina (kommunhuvudort)
Zucaina är en kommunhuvudort i Spanien.   Den ligger i provinsen Província de Castelló och regionen Valencia, i den östra delen av landet, 280 km öster om huvudstaden Madrid. Zucaina ligger 713 meter över havet och antalet invånare är 196.
Terrängen runt Zucaina är kuperad, och sluttar söderut. Runt Zucaina är det mycket glesbefolkat, med 6 invånare per kvadratkilometer. Närmaste större samhälle är L'Alcora, 19,2 km öster om Zucaina. 